# 世界貿易中心 (東京)
世界貿易中心是一座位於日本東京都的40層摩天大樓。

## 历史
完工於1970年，是日本最早建成的摩天大樓之一，也曾是東京都最高建築和日本最高建築。
這棟大樓是東京世界貿易中心本部，是世界貿易中心協會的成員之一。除去主要的辦公用途之外，該大樓內也有零售商店和酒店。大廈頂部則是觀光中心。
2014年它被日本生命保险买下，后決定拆除改盖新樓。該樓2021年6月30日已經關閉，並於2023年3月完成拆除作業，其也取代赤坂王子飯店成為日本最高被拆卸的建築物。原址上將重建新的大樓，預計2027年3月完工。

## 外部連結
- WTC Building official site （页面存档备份，存于）

| 紀錄              | 紀錄                                    | 紀錄                  |
| ----------------- | --------------------------------------- | --------------------- |
| 前任者： 霞關大廈 | 日本最高建築 163 m (533 ft) 1970–1971   | 繼任者： 京王廣場酒店 |
| 前任者： 霞關大廈 | 東京都最高建築 163 m (533 ft) 1970–1971 | 繼任者： 京王廣場酒店 |